# Варљиво лето ’68 (ТВ серија)
Варљиво лето ’68 је југословенска телевизијска серија емитована 1985. године материјалом истоименог филма.

## Епизоде
| Сезона | Епизода | Назив       | Датум приказивања |
| ------ | ------- | ----------- | ----------------- |
| 1      | 1       | Мај—Јуни    | 27. октобар 1985. |
| 1      | 2       | Јуни—Јули   | 3. новембар 1985. |
| 1      | 3       | Јули—Август | 10. новембар 1985 |

## Улоге
| Глумац                  | Улога                              |
| ----------------------- | ---------------------------------- |
| Славко Штимац           | Петар Цветковић (3 еп. 1984)       |
| Данило Бата Стојковић   | Веселин Цветковић (3 еп. 1984)     |
| Мира Бањац              | Петрова мајка (3 еп. 1984)         |
| Мија Алексић            | Петров деда (3 еп. 1984)           |
| Ивана Михић             | Владица Цветковић (3 еп. 1984)     |
| Андрија Мркаић          | Тадија Цветковић (3 еп. 1984)      |
| Сања Вејновић           | Ружењка Храбалова (2 еп. 1984)     |
| Неда Арнерић            | Оља Мирановски (2 еп. 1984)        |
| Боривоје Кандић         | Петров друг Ђока (2 еп. 1984)      |
| Владан Савић            | Петров друг Јова (2 еп. 1984)      |
| Саво Радовић            | Циле (2 еп. 1984)                  |
| Драгана Варагић         | Јагодинка Симоновић (1 еп. 1984)   |
| Драган Зарић            | Директор гимназије (1 еп. 1984)    |
| Миодраг Радовановић     | Председник суда Мицић (1 еп. 1984) |
| Предраг Тасовац         | Господин Илић (1 еп. 1984)         |
| Бранка Петрић           | Лепосава Мицић (1 еп. 1984)        |
| Лидија Плетл            | Сашка Илић (1 еп. 1984)            |
| Дара Чаленић            | Шеф чешког оркестра (1 еп. 1984)   |
| Бранко Цвејић           | Кум Спасоје (1 еп. 1984)           |
| Милутин Бутковић        | Спасојев отац (1 еп. 1984)         |
| Андријана Виденовић     | Невена Морено (1 еп. 1984)         |
| Милош Кандић            | Конференсије (1 еп. 1984)          |
| Зоран Ратковић          | Спасојев брат (1 еп. 1984)         |
| Предраг Милинковић      | Веселинов шофер (1 еп. 1984)       |
| Еуген Вербер            | Службеник (1 еп. 1984)             |
| Живојин Жика Миленковић | Берберин (1 еп. 1984)              |
| Јелица Сретеновић       | Секретарица (1 еп. 1984)           |
| Ратко Милетић           | Власник кафане (1 еп. 1984)        |
| Сања Жмукић             | Близнакиња 2 (1 еп. 1984)          |
| Ирена Жмукић            | Близнакиња 1 (1 еп. 1984)          |
| Љубомир Ћипранић        | Вулканизер (1 еп. 1984)            |
| Миленко Павлов          | Пијанац на станици (1 еп. 1984)    |

Комплетна ТВ екипа  ▼
| Редитељ    | Горан Паскаљевић |
| Сценариста | Гордан Михић     |